# Ramble On
Ramble On is een nummer van de Engelse rockband Led Zeppelin. Het is het zevende nummer van hun tweede album Led Zeppelin II uit 1969.

## Opname en compositie
Het nummer is opgenomen in de Juggy Sound studio in New York tijdens de tweede concerttour van Led Zeppelin in 1969 in Noord-Amerika (Verenigde Staten en Canada).
De tekst van het nummer is gebaseerd op het boek "In de ban van de ring" van de Engelse schrijver J.R.R. Tolkien.
Tijdens een interview dat gitarist Jimmy Page in 2014 had met het Amerikaanse muziektijdschrift Guitar World werd het vioolachtige geluid van de gitaarsolo in het nummer als volgt verklaard:

Ik gebruikte de neck pickup van mijn Les Paul en schakelde de knop op de gitaar voor de hoge tonen uit. Daarnaast gebruikte ik een sustainer die Roger Mayer ooit voor me gemaakt had. Tijdens de opname had ik het geluid van strijkers in gedachten.

## Live-uitvoeringen
Ramble On is tijdens optredens nooit in zijn geheel live gespeeld door de band, het nummer was slechts enkele keren onderdeel van een medley. Het duurde tot 10 december 2007 dat het nummer in zijn geheel gespeeld werd tijdens het reünieconcert ter ere van Ahmet Ertegün, in de O2 Arena in Londen. Page beëindigde het nummer toen met een ingekorte versie van het nummer What Is and What Should Never Be. Naast de drie overgebleven leden, Page, Plant en Jones, nam drummer Jason Bonham tijdens dit concert de plaats achter het drumstel in van zijn in 1980 overleden vader John Bonham.

## Cover-versies
Ramble On is door diverse artiesten gecoverd. De bekendste zijn:

- De Amerikaanse band Dread Zeppelin nam het nummer in 1992 op voor hun derde album "It’s Not Unusual".
- In 1998 speelden Robert Plant en Jimmy Page het nummer tijdens hun laatste concerttour met Page and Plant.[5]
- De Amerikaanse psychedelische rockband Vanilla Fudge nam het nummer in 2007 op voor hun achtste studio-album "Out Through the In Door".
- Op 7 juni 2008 speelden Jimmy Page en bassist John Paul Jones het nummer samen met de Amerikaanse rockband Foo Fighters tijdens een concert van die band in het Wembley Stadium in Londen.

## Bezetting
- Robert Plant - zang
- Jimmy Page - elektrische gitaar
- John Paul Jones - basgitaar
- John Bonham - drums